# 山口猛
山口 猛（やまぐち たけし、1949年12月29日 - 2004年9月3日）は、日本の映画、演劇評論家。本名：真
宮城県仙台市に生まれる。宮城県仙台第一高等学校20回生。東北大学工学部金属学科中退。劇団状況劇場の研究生となり、20歳から25歳まで状況劇場で過ごす。1975年に唐十郎監督の『任侠外伝 玄界灘』の助監督を務めた後、同年以降、フリーライターとなり、1981年からは映画を執筆の中心とした。東京藝術大学講師も務めた。
2004年9月3日、東京都内の病院にて心不全のため死去。

## 著書
- 廃墟と幻想の街 バングラデシュそしてパレスチナ人キャンプ（1978年、三修社）
- 同時代人としての唐十郎 (1980年、三一書房)
- 逆回転のフィルム―七〇年代の映画作家たち(1981年、東京新聞出版部)
- カメラマンの映画史 碧川道夫の歩んだ道（1987年、社会思想社）
- 幻のキネマ満映 甘粕正彦と活動屋群像（1989年、平凡社）
- 松田優作 炎静かに（1990年、立風書房）
- 紅テント青春録（1993年、立風書房）
- 映画編集とは何か 浦岡敬一の技法（1994年、平凡社、浦岡敬一）
- 魔都を駆け抜けた男 私のキャメラマン人生（1995年、三一書房、川谷庄平）
- 優作トーク（1995年、日本テレビ放送網）
- 映画撮影とは何か キャメラマン40人の証言（1997年、平凡社）
- 松田優作 遺稿（1997年、立風書房）
- 上海シネマと銀座カライライス物語 波瀾万丈、柳田嘉兵衛の八十年（2000年、集英社）
- 哀愁の満州映画 満州国に咲いた活動屋たちの世界（2000年、三天書房）
- 映画美術とは何か 美術監督・西岡善信と巨匠たちとの仕事（2000年、平凡社）
- 松田優作、語る（2001年、筑摩書房）
- 映画俳優 安藤昇（2002年、ワイズ出版）
- 「天皇」と呼ばれた男 撮影監督宮島義勇の昭和回想録（2002年、愛育社）